# Torneio Quadrangular de Salvador
O Torneio Quadrangular de Salvador ou Torneio Interestadual de Salvador  foi uma competição amistosa de futebol realizada periodicamente durante os anos 1950, 1960 e em 1971. 

## História
Disputada na cidade de Salvador (Bahia), Brasil, o torneio teve 16 edições, e quase sempre confrontava Bahia e Vitória com outras 2 equipes convidadas, clubes tradicionais de outros estados do Brasil. 
A primeira edição do torneio foi vencida pelo Galícia Esporte Clube, em 1948, e a ultima edição, em 1971 foi vencida pelo Fluminense Football Club.
Desde o seu início, em 1951, as partidas do Torneio Quadrangular de Salvador foram disputadas, em sua maioria, no Estádio da Fonte Nova, localizado na capital baiana. 
A Fonte Nova, grande estádio do futebol nordestino foi testemunha de grandes confrontos, onde clubes de quatro estados (Bahia, Rio de Janeiro, São Paulo e Pará) se sagraram campeões do certame.
Outro fato a enaltecer o torneio foi a participação de grandes clubes de várias regiões do Brasil. 
As regiões Norte, obviamente o Nordeste, Sul e Sudeste tiveram representantes no torneio, com pelo menos 3 delas sagrando-se campeãs: Norte (Remo), Sudeste (Bonsucesso, Fluminense, Portuguesa e Villa Nova) e Nordeste (Bahia, Vitória e A D Leônico).

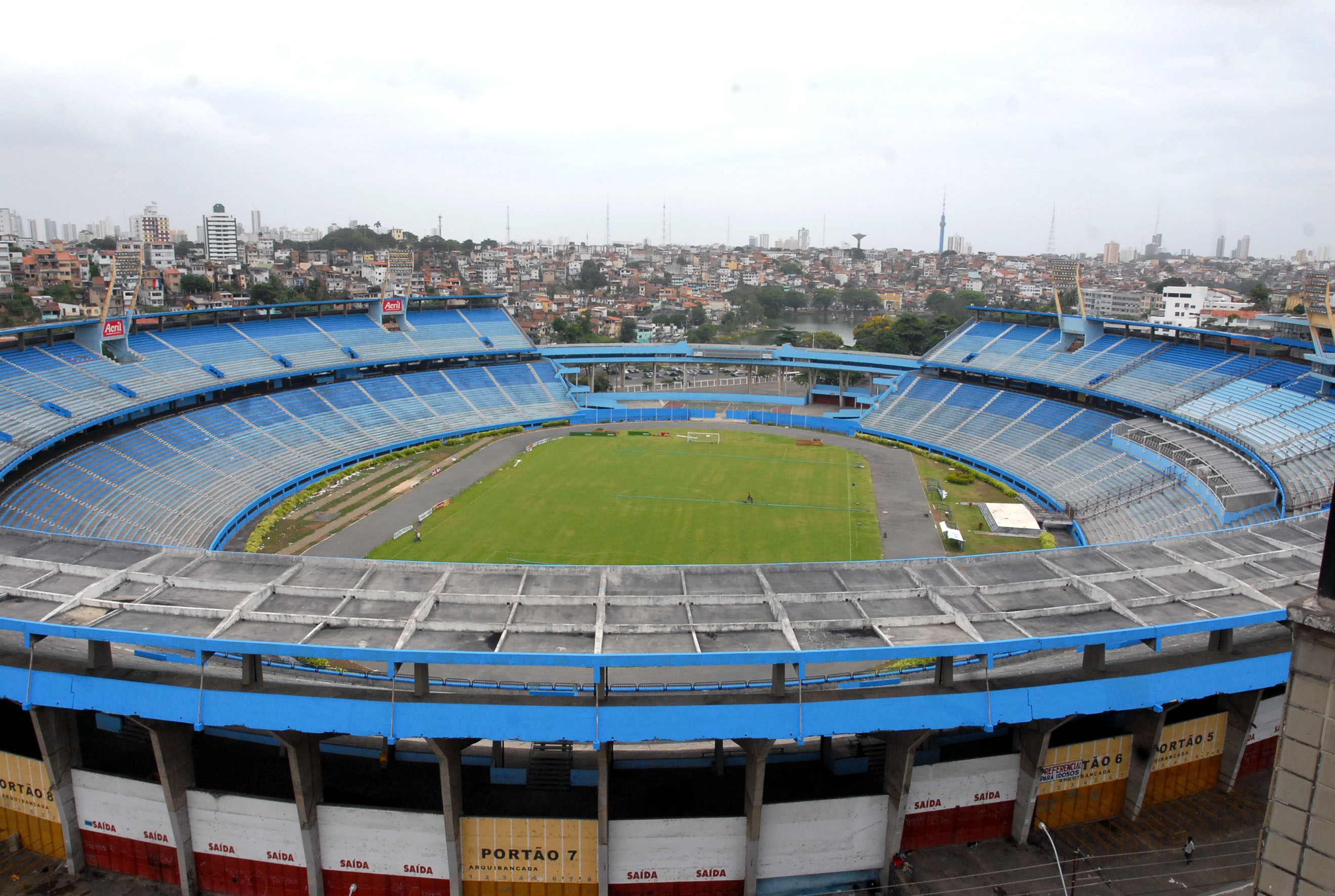
Estádio da Fonte Nova (Salvador-BA), palco do Torneio Quadrangular de Salvador.

## Campeões
| Ano       | Campeão    | Vice-campeão | 3º Lugar     | 4º Lugar     |
| --------- | ---------- | ------------ | ------------ | ------------ |
| 1948      | Galícia    | Vitória      | Desconhecido | Desconhecido |
| 1950      | Bahia      | Grêmio       | Galícia      | Metalusina   |
| 1951 - I  | Portuguesa | Vitória      | Ypiranga     | Bahia        |
| 1951 - II | Villa Nova | Vitória-ES   | Bahia        | Ypiranga     |
| 1952      | Bahia      | Ypiranga     | Coritiba     | Vitória      |
| 1953      | Bahia      | Sport        | Vitória      | América-PE   |
| 1954 - I  | Bahia      | Vitória      | Remo         | Náutico      |
| 1954 - II | Vitória    | Botafogo-BA  | Bahia        | Olaria       |
| 1959      | Bonsucesso | Ypiranga     | Democrata-SL | Galícia      |
| 1960      | Bahia      | Ypiranga     | Sport        | Galícia      |
| 1961 - I  | Bahia      | Náutico      | Santa Cruz   | Ypiranga     |
| 1961 - II | Bahia      | Vitória      | Canto do Rio | Sport        |
| 1964      | Leônico    | Vitória      | Bahia        | Galícia      |
| 1967 - I  | Remo       | Bahia        | Leônico      | Vitória      |
| 1967 - II | Vitória    | Bahia        | Flamengo     | Galícia      |
| 1971      | Fluminense | Bahia        | Flamengo     | Vitória      |

### Por clube
| Estado       | Campeões | Vice-campeões | 3º Lugar | 4º Lugar |
| ------------ | -------- | ------------- | -------- | -------- |
| Bahia        | 7        | 3             | 3        | 1        |
| Vitória      | 2        | 5             | 1        | 3        |
| Galícia      | 1        | 0             | 1        | 4        |
| Leônico      | 1        | 0             | 1        | 0        |
| Remo         | 1        | 0             | 1        | 0        |
| Portuguesa   | 1        | 0             | 0        | 0        |
| Villa Nova   | 1        | 0             | 0        | 0        |
| Bonsucesso   | 1        | 0             | 0        | 0        |
| Fluminense   | 1        | 0             | 0        | 0        |
| Ypiranga     | 0        | 3             | 1        | 2        |
| Sport        | 0        | 1             | 1        | 1        |
| Náutico      | 0        | 1             | 0        | 1        |
| Grêmio       | 0        | 1             | 0        | 0        |
| Vitória-ES   | 0        | 1             | 0        | 0        |
| Botafogo-BA  | 0        | 1             | 0        | 0        |
| Flamengo     | 0        | 0             | 2        | 0        |
| Coritiba     | 0        | 0             | 1        | 0        |
| Democrata-SL | 0        | 0             | 1        | 0        |
| Santa Cruz   | 0        | 0             | 1        | 0        |
| Canto do Rio | 0        | 0             | 1        | 0        |
| Metalusina   | 0        | 0             | 0        | 1        |
| América-PE   | 0        | 0             | 0        | 1        |
| Olaria       | 0        | 0             | 0        | 1        |

### Por federação
| Estado            | Campeões | Vice-campeões | 3º Lugar | 4º Lugar |
| ----------------- | -------- | ------------- | -------- | -------- |
| Bahia             | 11       | 12            | 7        | 10       |
| Rio de Janeiro    | 2        | 0             | 3        | 1        |
| Minas Gerais      | 1        | 0             | 1        | 1        |
| Pará              | 1        | 0             | 1        | 0        |
| São Paulo         | 1        | 0             | 0        | 0        |
| Pernambuco        | 0        | 2             | 2        | 3        |
| Rio Grande do Sul | 0        | 1             | 0        | 0        |
| Espírito Santo    | 0        | 1             | 0        | 0        |
| Paraná            | 0        | 0             | 1        | 0        |